# 费利克斯·伯恩斯坦
费利克斯·伯恩斯坦（德語：Felix Bernstein，1878年2月24日—1956年12月3日），20世纪犹太裔德国数学家，曾提出康托尔-伯恩斯坦-施罗德定理，并在ABO血型系统的发现过程中做出过重要的贡献。
费利克斯·伯恩斯坦生于德国哈雷，祖父为作家阿隆·伯恩施坦，父亲为生理学家尤里乌斯·伯恩施坦，卒于瑞士苏黎世。